# Обчислення (інформатика)
Обчислення — це будь-який тип арифметичного або неарифметичного обчислення, що слідує чітко визначеній моделі (наприклад, алгоритм).
Механічні або електронні пристрої (або, історично, люди), які виконують обчислення, відомі як комп'ютери. Особливо відомою дисципліною вивчення обчислень є інформатика.

## Фізичний процес
Обчислення можна розглядати як чисто фізичний процес, що відбувається всередині замкнутої фізичної системи, яка називається комп'ютером. Прикладами таких фізичних систем є цифрові комп'ютери, механічні комп’ютери, квантові комп'ютери, ДНК-комп'ютери, молекулярні комп'ютери, комп'ютери на базі мікрофлюїдики, аналогові комп'ютери та такий різновид нейрокомп'ютерів, як людина-комп'ютер.
Ця точка зору була прийнята фізикою обчислень, розділом теоретичної фізики, а також областю природних обчислень.
Ще більш радикальна точка зору, панкомп'ютералізм — це постулат цифрової фізики, який стверджує, що еволюція Всесвіту сама по собі є обчисленням.

### Обліковий запис відображення
Класичний опис обчислень можна знайти в роботах Гіларі Патнема та інших. Пітер Ґодфрі-Сміт назвав це «простим обліковим записом відображення». У підсумку свого звіту Ґуальтьєро Пічініні стверджує, що можна сказати, що фізична система виконує певні обчислення, коли існує відображення між станом цієї системи та обчисленням таким чином, що «мікрофізичні стани [системи] відображають переходи станів між обчислювальними станами».

### Семантичний розрахунок
Філософи, такі як Джеррі Фодор, запропонували різні пояснення обчислень з обмеженням, що семантичний зміст є необхідною умовою для обчислення (тобто те, що відрізняє довільну фізичну систему від обчислювальної системи, полягає в тому, що операнди обчислення представляють щось). Це поняття намагається запобігти логічній абстракції пояснення панкомп'ютералізму, ідеї про те, що можна сказати, що все обчислює все.

### Механістичний розрахунок
Ґуальтьєро Пічініні пропонує пояснення обчислень, засноване на філософії механіки. У ньому стверджується, що фізичні обчислювальні системи — це типи механізмів, які за своєю конструкцією виконують фізичні обчислення або маніпуляції (за допомогою функціонального механізму) «незалежним від середовища» транспортним засобом відповідно до правила. «Незалежність від середовища» вимагає, щоб властивість могла бути створена декількома реалізаторами та декількома механізмами, а також щоб вхідні та вихідні дані механізму також були множинно реалізованими. Коротко кажучи, незалежність від середовища дозволяє використовувати фізичні змінні з властивостями, відмінними від напруги (як у типових цифрових комп'ютерах); це необхідно при розгляді інших типів обчислень, таких як ті, що відбуваються в мозку або у квантовому комп'ютері. У цьому сенсі правило забезпечує відображення між входами, виходами та внутрішніми станами фізичної обчислювальної системи.

## Математичні моделі
У теорії обчислень було розроблено багато математичних моделей комп'ютерів. Типовими математичними моделями комп'ютерів є наступні:
- Моделі станів, включаючи машину Тьюринга, автомат з магазинною пам'яттю, скінченний автомат і PRAM;
- Функціональні моделі, включаючи лямбда-числення;
- Логічні моделі, включаючи логічне програмування;
- Паралельні моделі, включаючи модель акторів і числення процесів[en].

Джунті називає моделі, що вивчаються теорією обчислень, обчислювальними системами та стверджує, що всі вони є динамічними математичними системами з дискретним часом і дискретним простором станів.:гл.1  Він стверджує, що обчислювальна система є складним об'єктом, який складається з трьох частин. По-перше, математична динамічна система {\displaystyle DS} з дискретним часом і дискретним простором станів; по-друге, обчислювальна установка {\displaystyle H=\left(F,B_{F}\right)}, яка складається з теоретичної частини {\displaystyle F} і реальної частини {\displaystyle B_{F}}; по-третє, інтерпретація {\displaystyle I_{DS,H}}, яка пов'язує динамічну систему {\displaystyle DS} з налаштуванням {\displaystyle H}.:сс.179–80